# Harpactea proxima
Harpactea proxima este o specie de păianjeni din genul Harpactea, familia Dysderidae, descrisă de Ferrández, 1990.
Este endemică în Portugal. Conform Catalogue of Life specia Harpactea proxima nu are subspecii cunoscute.